# Ouvrage du Galgenberg
L'ouvrage du Galgenberg est un ouvrage fortifié de la ligne Maginot, situé sur la commune de Cattenom, dans le département français de la Moselle en région Grand Est.
C'est un gros ouvrage d'artillerie, comptant huit blocs. Construit à partir de 1931, il a été épargné par les combats de juin 1940. Il est surnommé « le gardien de la Moselle ».

## Position sur la ligne
Faisant partie du sous-secteur d'Elzange dans le secteur fortifié de Thionville, l'ouvrage du Galgenberg, portant l'indicatif A 15, est intégré à la « ligne principale de résistance » entre la casemate d'intervalle de Sonnenberg (C 47) au nord et le petit ouvrage de Sentzich (A 16) au sud, à portée de tir des canons des gros ouvrages de Sœtrich (A 11), du Kobenbusch (A 13) et de Métrich (A 17).
Il est situé à l'extrémité orientale de la forêt de Cattenom, couvrant de ses tirs d'artillerie la vallée de la Moselle.

## Description
L'ouvrage est composé en surface de six blocs de combat et de deux blocs d'entrée, avec en souterrain une caserne, une cuisine, des latrines, un poste de secours, des PC, des stocks d'eau, de gazole et de nourriture, des installations de ventilation et de filtrage de l'air, des magasins à munitions (un M 1 et plusieurs M 2) et une usine électrique, le tout relié par des galeries profondément enterrées. Ces galeries sont construites au minimum à 30 mètres de profondeur pour les protéger des bombardements. L'énergie est fournie par quatre groupes électrogènes, composés chacun d'un moteur Diesel SGCM GVU 42 (fournissant 150 chevaux à 375 tr/min) couplé à un alternateur, complétés par un petit groupe auxiliaire (un moteur CLM 1 PJ 65, de 8 ch à 1 000 tr/min) servant à l'éclairage d'urgence de l'usine et au démarrage pneumatique des gros diesels. Le refroidissement des moteurs se fait par circulation d'eau.
- Bloc 1 : casemate d'infanterie flanquant vers l'ouest avec un créneau mixte pour JM/AC 47 (jumelage de mitrailleuses et canon antichar de 47 mm), un autre créneau pour JM et une cloche GFM (guetteur fusil mitrailleur).
- Bloc 2 : casemate d'infanterie flanquant vers l'est avec un créneau mixte JM/AC 47, un autre créneau pour JM et deux cloches GFM.
- Bloc 3 : bloc d'infanterie avec une tourelle de mitrailleuses et une cloche GFM.
- Bloc 4 : bloc d'artillerie avec une tourelle de 81 mm et une cloche GFM.
- Bloc 5 : bloc observatoire avec une cloche VDP (vue directe et périscopique, indicatif 0 19), une cloche JM et une cloche GFM.
- Bloc 6 : bloc d'artillerie avec une tourelle de 135 mm, une cloche LG (lance-grenades) et une cloche GFM. Situation inhabituelle : son poste de commandement est situé dans la galerie principale de l'ouvrage et donc en dehors du bloc.
- Entrée des munitions : de plain-pied type B, armée avec un créneau mixte pour JM/AC 47 et deux cloches GFM. Le bloc est muni d'un pont effaçable, d'un blockhaus d'entrée et d'une prise adaptée aux ravitaillements par camion citerne. Il est connecté aux réservoirs de gazole de l'usine électrique par un oléoduc.
- Entrée des hommes : en puits, armée avec un créneau mixte pour JM/AC 47 et deux cloches GFM[4]. Le bloc est équipé d'un aéro-refroidisseur et fait office de prise d'air pour la ventilation principale de l'ouvrage. Il permet également l'évacuation des échappements de l'usine et de l'air vicié

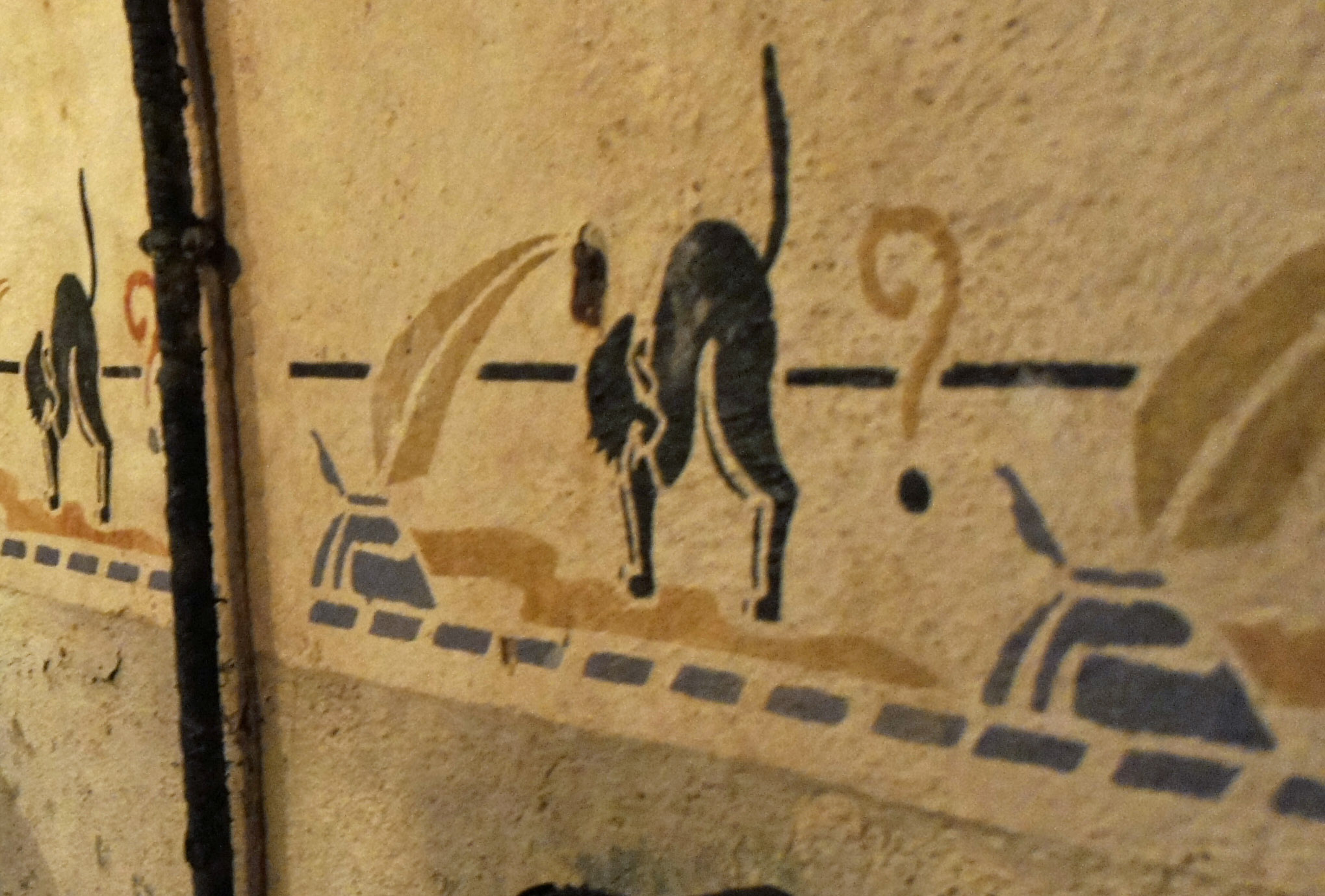
Décoration murale dans le PC des communications.

## Équipage
Les 445 hommes (dont 15 officiers) de l'équipage de l'ouvrage, sous les ordres du capitaine Guillaume de la Teyssoniére, appartenaient aux 167e régiment d'infanterie de forteresse, 151e régiment d'artillerie de position et du 2e régiment du génie. Les soldats sont des spécialistes et ont des tâches bien dévolues, tir, communications, repérages, approvisionnement, maintenance, entretien.

## Historique

### La fin de la Seconde Guerre mondiale
En 1944, entre le 9 et le 14 novembre, la forêt de Cattenom est le point de départ du franchissement de la Moselle par la 90e division d'infanterie américaine Texas-Oklahoma.
L'observatoire (bloc 5) de l'ouvrage du Galgenberg, qui domine le champ de bataille semble avoir été utilisé à la suite d'une reconnaissance effectuée par des officiers du 359th Infrantry regiment (à l'intérieur de l'ouvrage depuis le créneau JM/AC 47 endommagé de l'entrée des munitions). Les derniers occupants allemands avaient en effet procédé au sabotage des canons anti-chars de l'ouvrage. On peut apercevoir des effets de la destruction du canon dans la chambre de tir principale de l'EM.

### L'ouvrage aujourd'hui
L'ouvrage est visitable, il est maintenu en état depuis 1987 par l'« Association A15 », devenue en 2000 « Ligne Maginot Sites Fortifiés du Bois de Cattenom », puis en 2007 « LMSFBC - Ligne Maginot du Secteur Fortifié du Bois de Cattenom » par regroupement avec d'autres associations. L'association est devenue le 26 novembre 2016 la « Ligne Maginot de Cattenom et environs ».

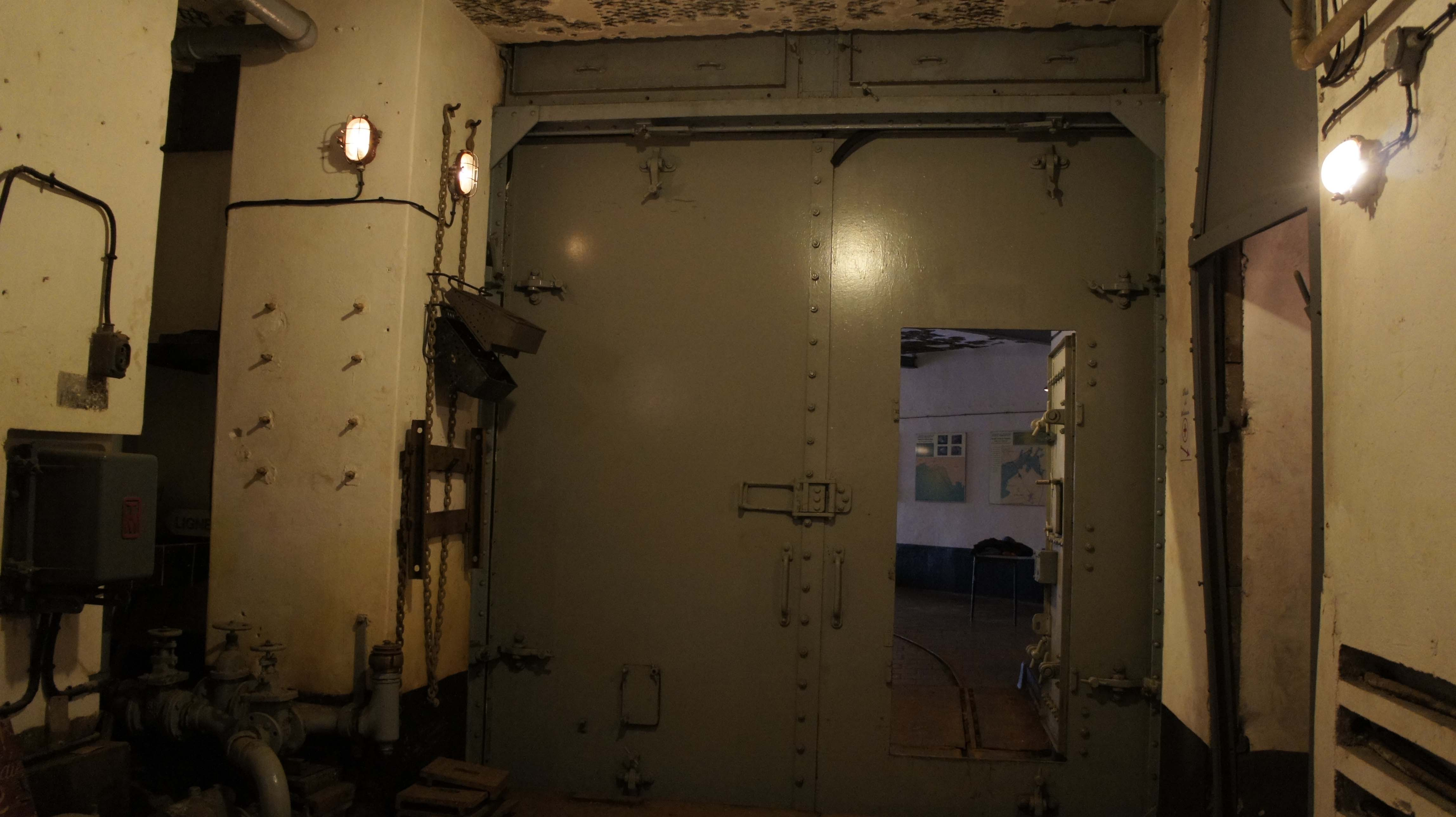
Porte blindée fermant l'entrée des munitions ; lumière du jour en fond, porte du poste de garde sur la droite.
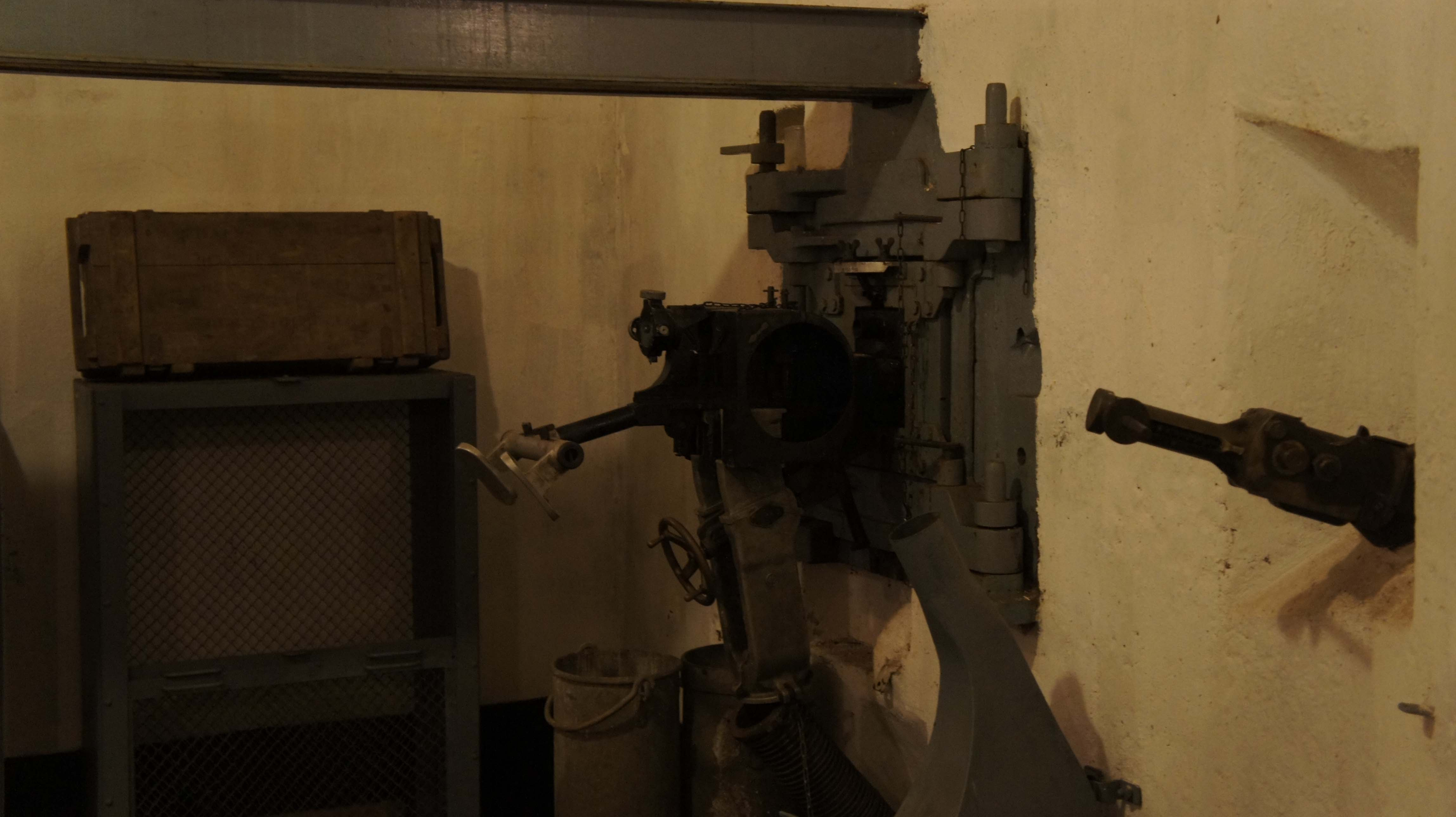
Défense de l'entrée des munitions par un FM jumelé et un lance-grenade.
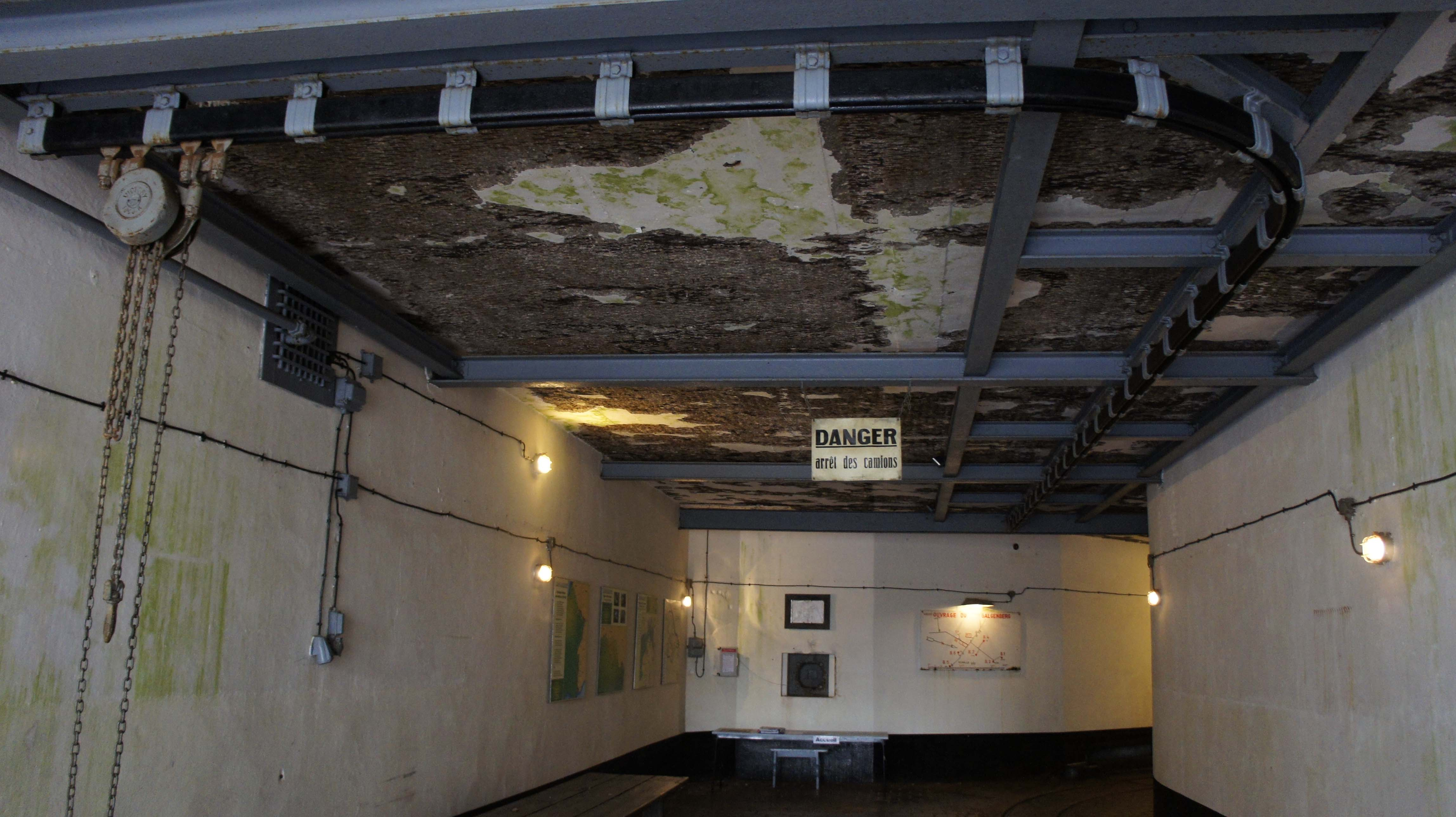
Quai de déchargement de l'entrée des munitions.
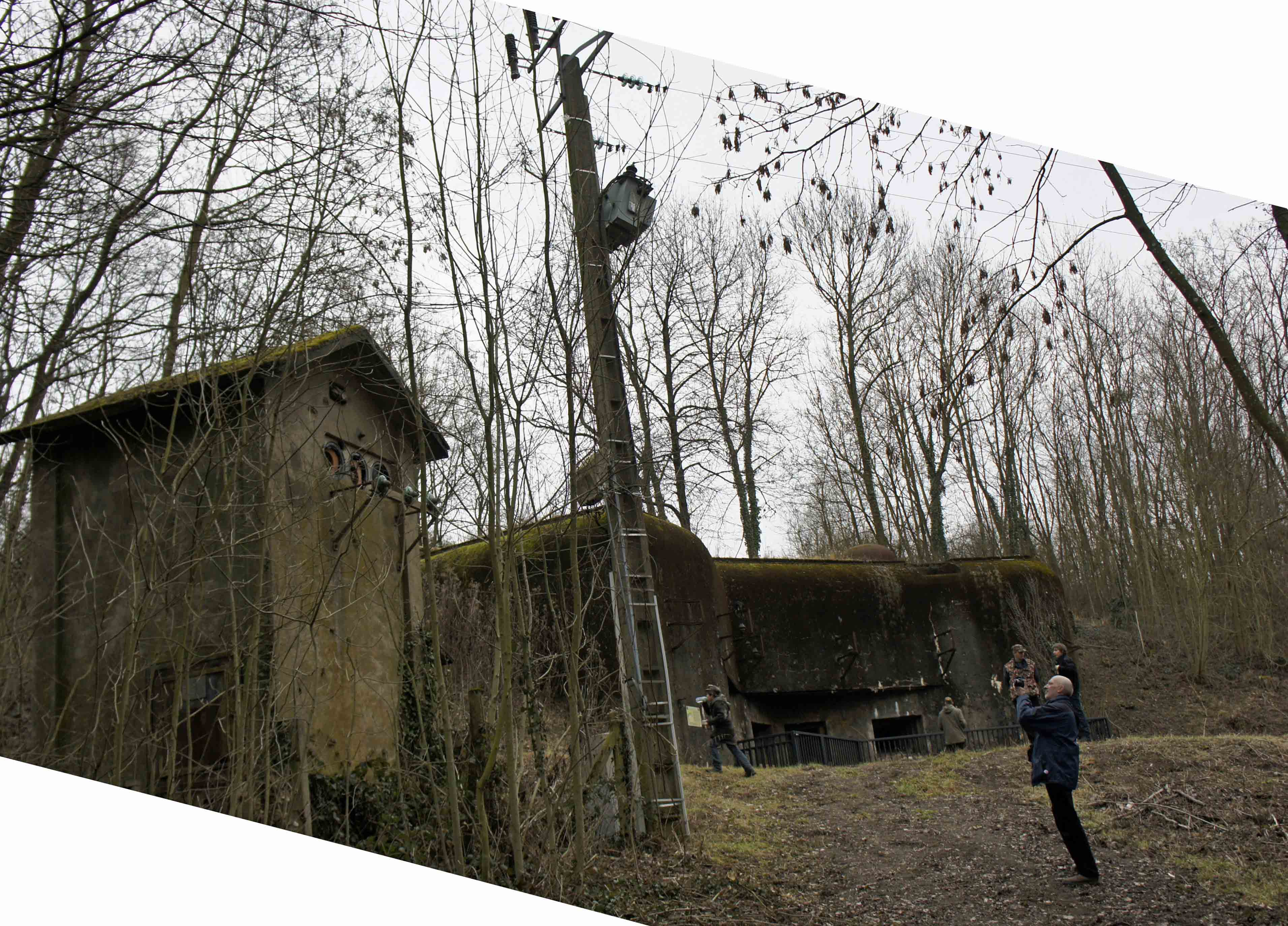
Entrée des hommes et alimentation électrique.
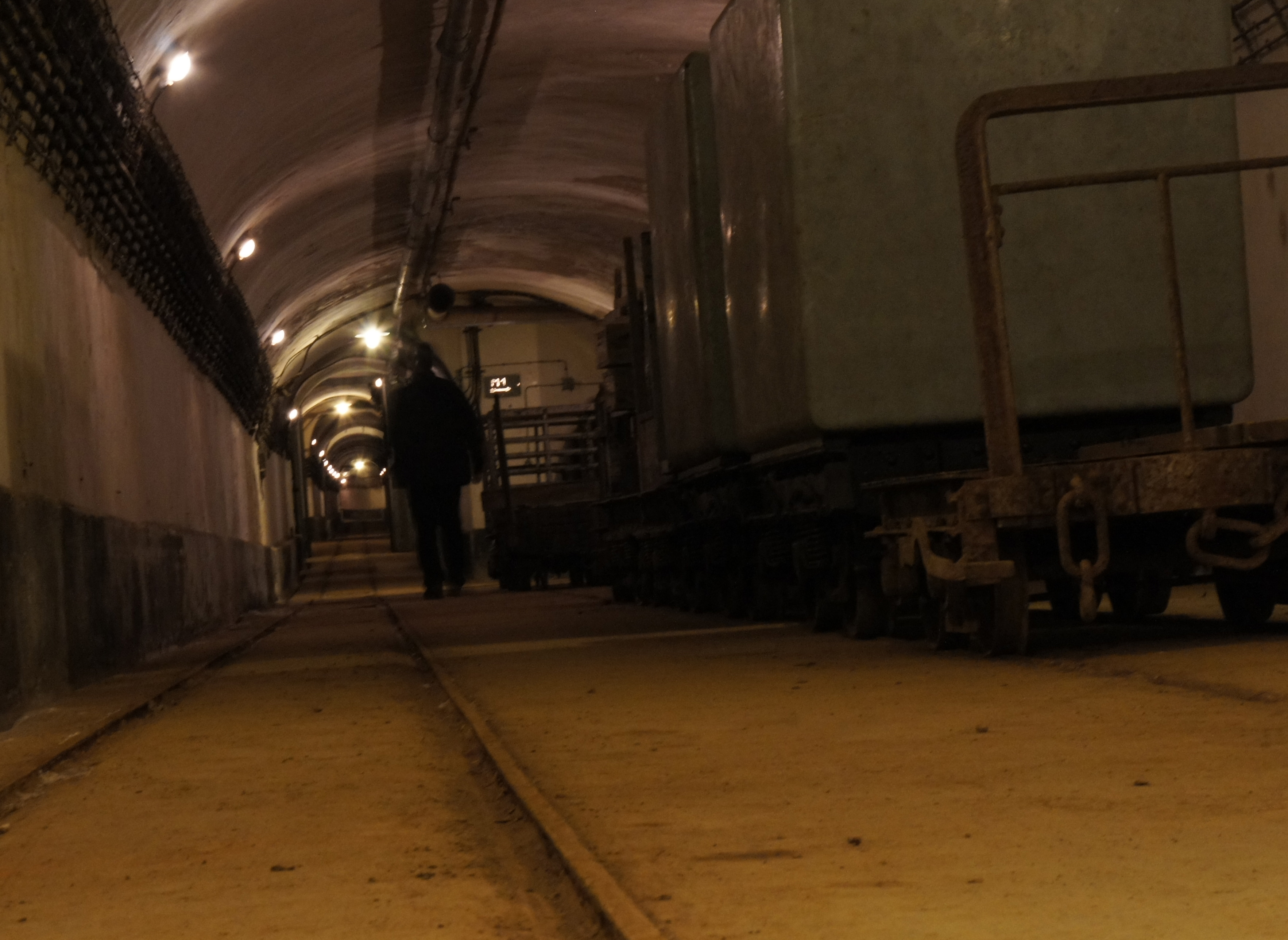
Rails et wagons devant le magasin aux artifices et allant vers le magasin M 1.
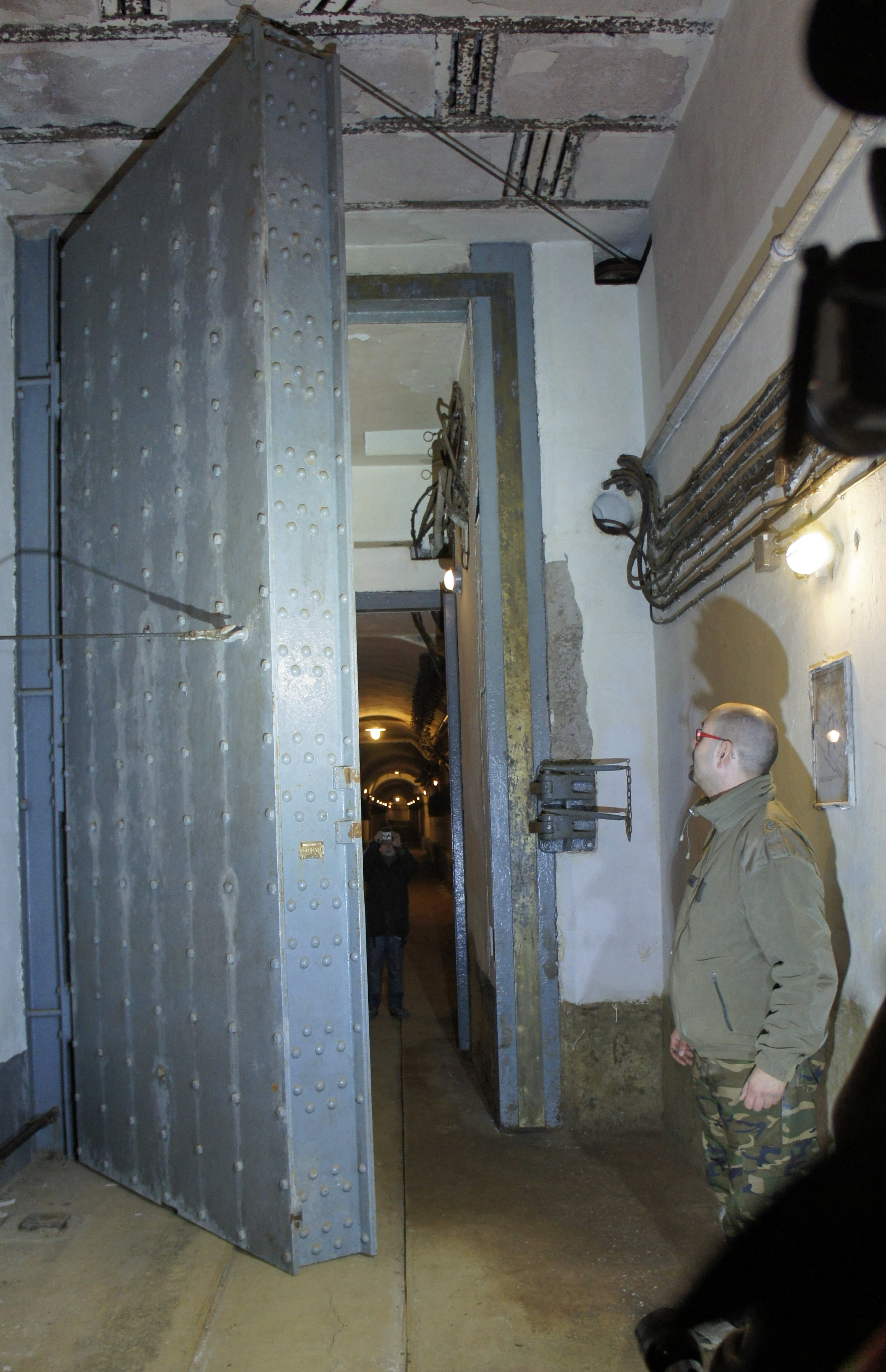
Porte anti-déflagration de 17 tonnes.
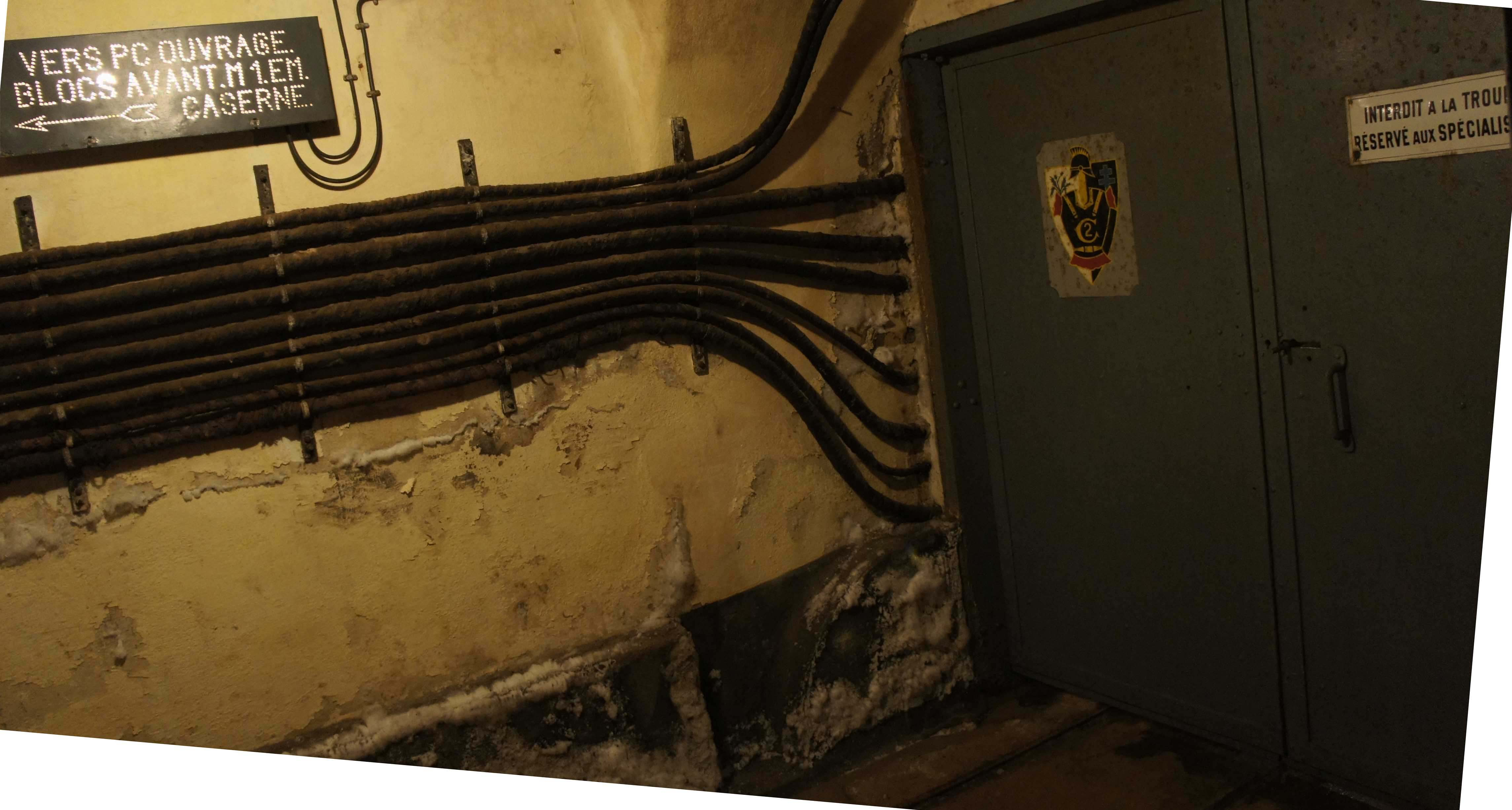
Entrée de l'usine avec l'écusson du 2e génie.
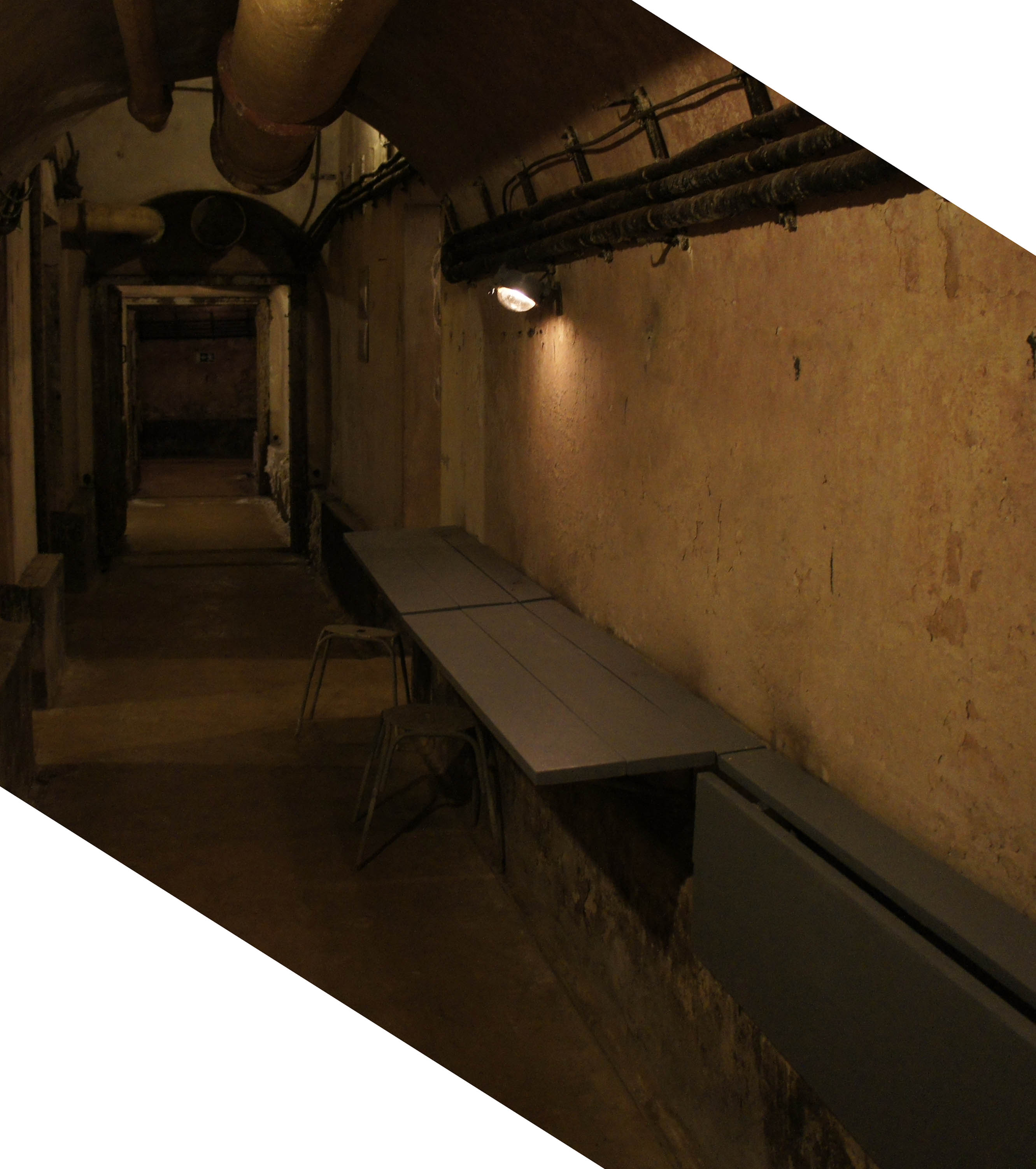
Salle à manger de la troupe.
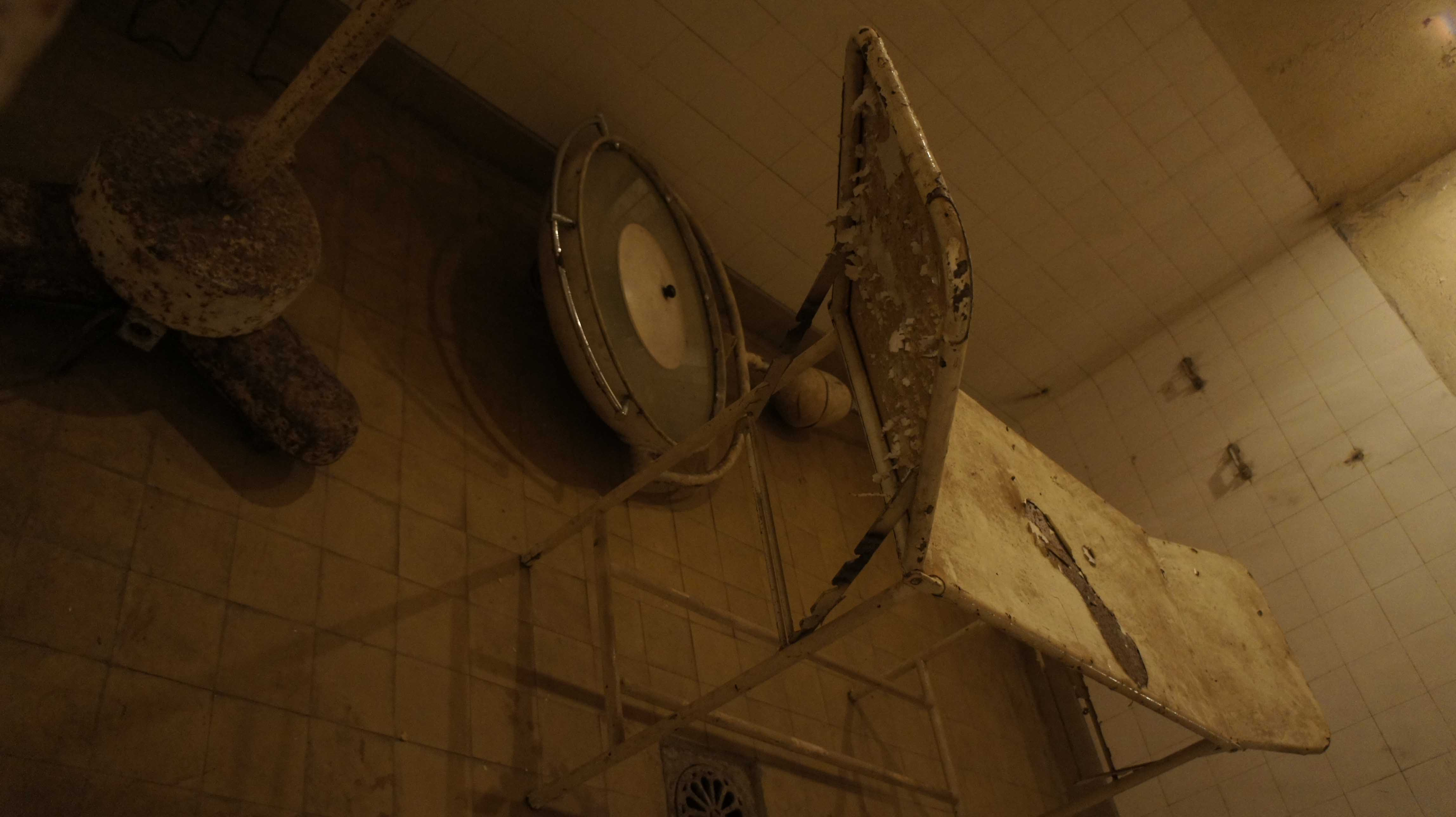
La salle d'opération.
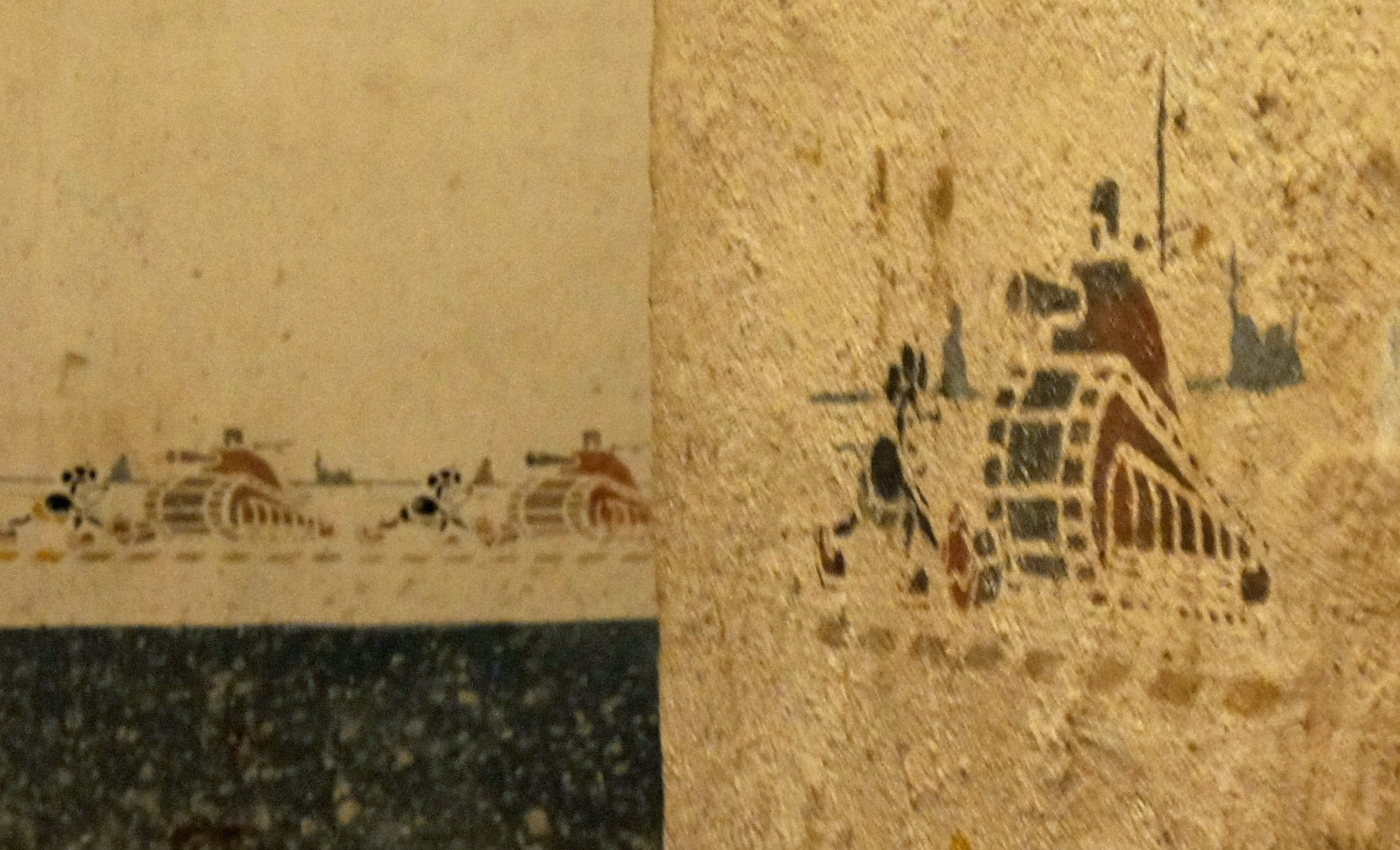
Décoration d'intérieur.
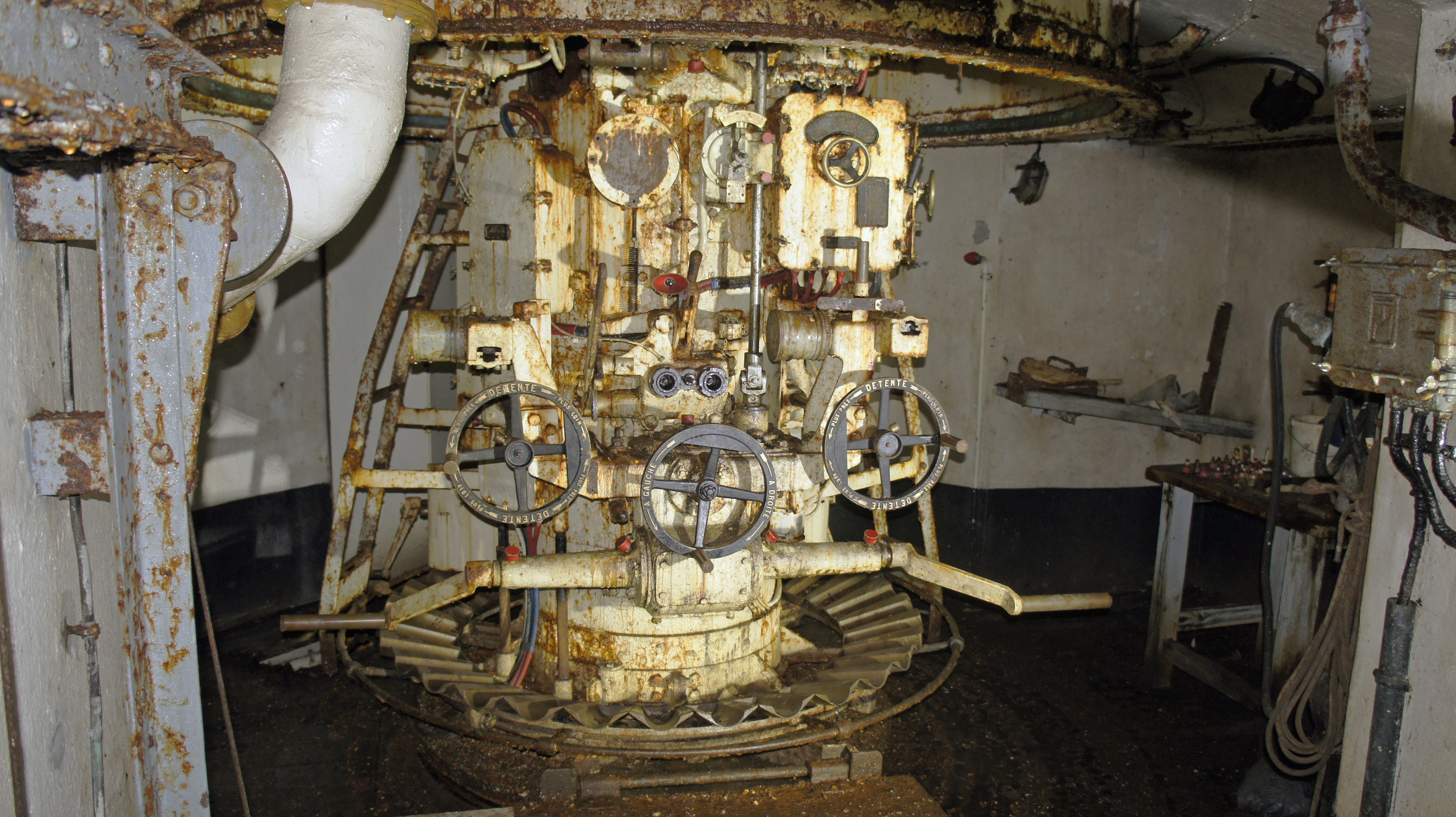
Base de la tourelle de 81 mm.
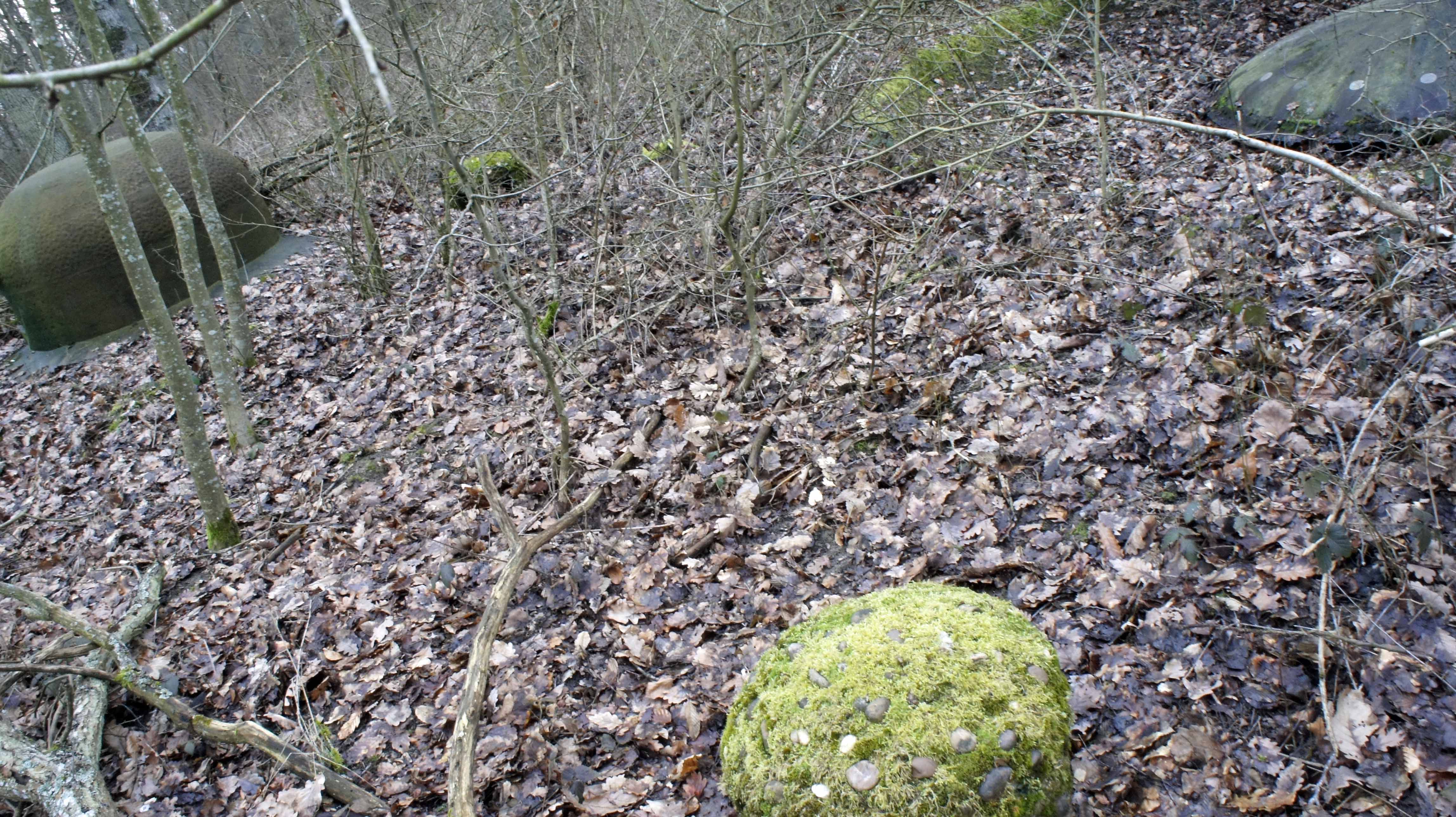
Sommet du bloc 3.
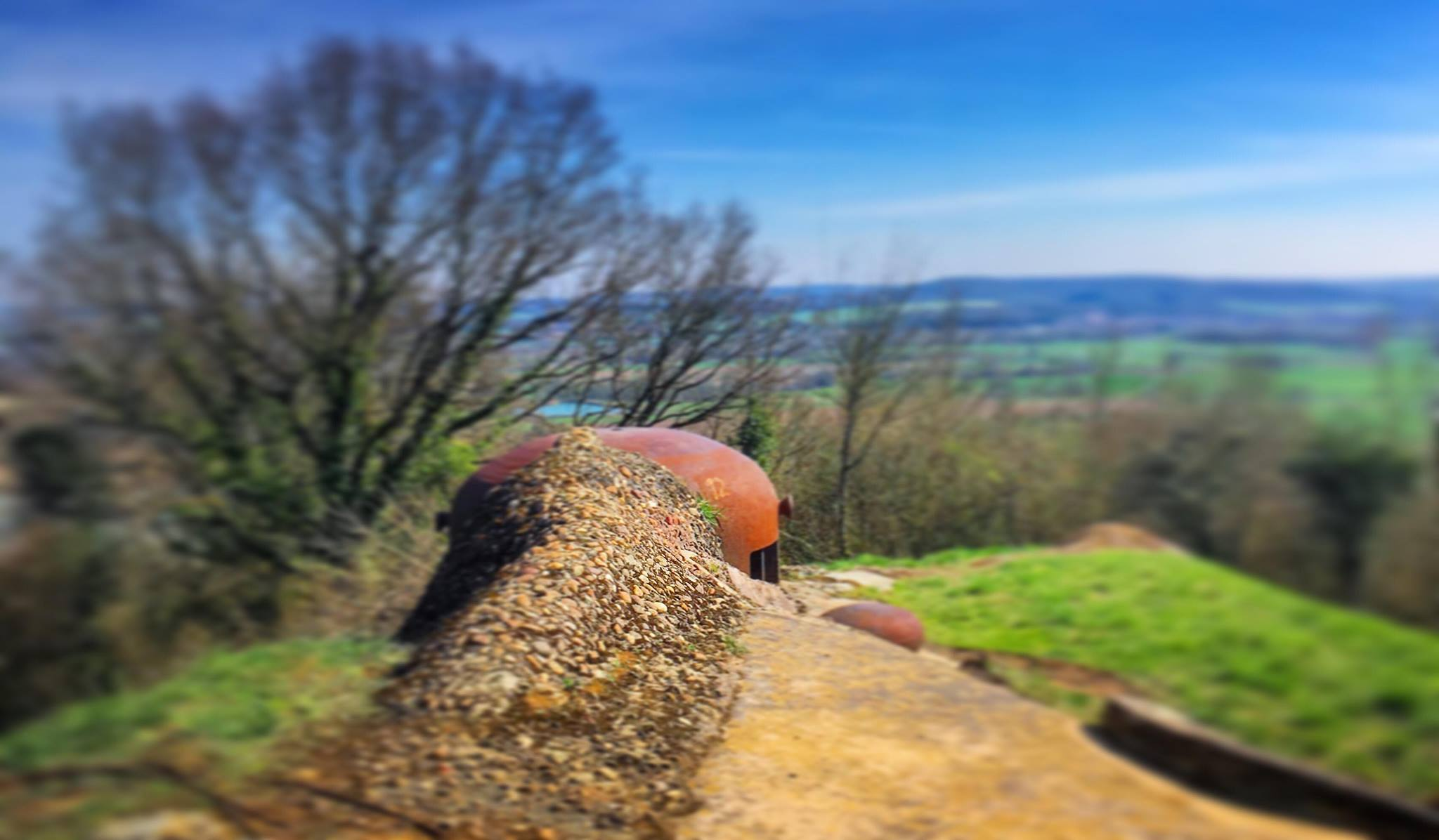
Panorama depuis le bloc 5.